# Galeria Młociny
Galeria Młociny – wielkopowierzchniowe centrum handlowe znajdujące się przy ul. Zgrupowania AK Kampinos 15 w Warszawie, w dzielnicy Bielany.

## Opis
Budynek został zaprojektowany przez pracownie Kuryłowicz & Associates oraz Chapman Taylor. Prace budowlane rozpoczęły się w październiku 2016. Generalnym wykonawcą inwestycji było przedsiębiorstwo Erbud. Obiekt znajduje się bezpośrednio obok węzła przesiadkowego Młociny. Utrzymany jest w jasnej kolorystyce.
Galeria Młociny została otwarta 23 maja 2019 o godzinie 12.00. Ma powierzchnię całkowitą 225 000 metrów kwadratowych. Znajduje się w niej około 200 sklepów, 36 restauracji, 10-salowe kino Multikino, supermarket Biedronka, jak również strefa fitness oraz miejsce do gry w bilard i kręgle. Na dachu galerii mieści się ogród, połączony ze strefą restauracyjno-rozrywkową obejmującą cały drugi poziom.
70% udziałów w galerii posiada spółka Echo Polska Properties, a pozostałe 30% powiązana z nią Echo Investment. Pierwsza z wymienionych spółek odpowiada za zarządzanie obiektem, podczas gdy druga zajmuje się procesem deweloperskim i komercjalizacją.